# Nagant
La Fabbrica di armi Émile e Léon Nagant, anche Nagant è  stata una impresa produttrice di armi prima, e autovetture dopo. 
Venne fondata nel 1859 dai fratelli Gérome Michel Émile (1830-1902) e Henri Léon Nagant (1833-1900) a Liegi in Belgio.

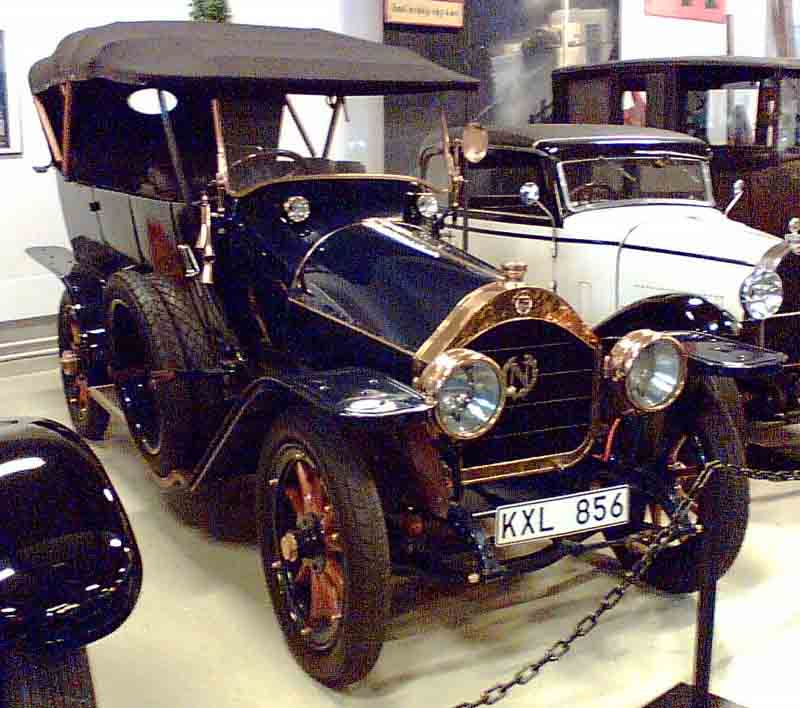
Nagant Phaeton, 1910

## Storia
Venne inizialmente creata come industria operante nel campo delle riparazioni industriali, nel 1867 iniziò a fabbricare armi poiché l'impresa ricevette una commessa per produrre cinquemila fucili con sistema a blocco rotante (rolling block) ideato dalla Remington Arms, per armare gli zuavi pontifici, e in seguito utilizzarlo tale tecnologia per produrre fucili a pompa col nome Remington-Nagant. Collaborarono poi con Sergej Ivanovič Mosin per l'ideazione del fucile Mosin-Nagant che fu adottata dall'esercito imperiale russo dal 1891. 
Émile che diventò progressivamente cieco, lasciò suo fratello solo al comando della società che nel 1896 fu rinominata L. Nagant & Cie, Liegi. Essa fu poi diretta poi da Charles e Maurice Nagant, i due figli di Émile, e nel 1900 cambiarono oggetto dell'attività producendo automobili. Dal 1900 al 1928 la Nagant estese la produzione anche alla costruzione di automobili, inizialmente realizzate su licenza Gobron-Brillée e dal 1904 della francese Rochet-Schneider. La società fu liquidata nel 1928 e la catena di produzione delle armi fu venduta alla polacca Fabryka Broni Radom. Gli edifici industriali vennero acquistati dalla FN Herstal nel 1929 e poi rivenduti all'esercito belga.
La ditta fu rilevata nel 1931 dalla casa automobilistica belga Impéria.

## Prodotti principali
- 7,62 × 38 mm R
- Mosin-Nagant
- Nagant M1895